# Lubeník
Lubeník (em húngaro: Lubény) é um município da Eslováquia, situado no distrito de Revúca, na região de Banská Bystrica. Tem 5,81 km² de área e sua população em 2018 foi estimada em 1.294 habitantes.

## Demografia
| Ano:        | 1994 | 2004   | 2014  | 2024   |
| ----------- | ---- | ------ | ----- | ------ |
| Broj ljudi: | 1244 | 1280   | 1312  | 1254   |
| Razlika:    |      | +2,89% | +2,5% | -4,42% |

| Ano:               | 2023 | 2024   |
| ------------------ | ---- | ------ |
| Número de pessoas: | 1265 | 1254   |
| Diferença:         |      | -0,86% |